# Ендокринна система
Ендокринната система е съставена от жлези с вътрешна секреция, които се намират в различни части на човешкия организъм. Ендокринните жлези произвеждат химични вещества, наречени хормони, които се отделят направо в кръвта. По кръвен път хормоните достигат до съответните органи като регулират техните функции. Тъй като са ендокринни жлези, тоест отделят хормоните си направо в кръвта, нямат изходни канали. И именно, защото отделят секрета си(хормоните) в кръвта, те са много добре кръвоснабдени с гъста капилярна мрежа. Жлези с вътрешна секреция са хипоталамуса, хипофизната жлеза, епифизата, щитовидната жлеза, околощитовидните жлези, надбъбречните жлези. Отделни участъци от задстомашната жлеза (Лангерхансови острови) и половите жлези (сертолиеви клетки, лайдигови клетки, гранулозни клетки) функционират като жлези с вътрешна секреция. Някои органи като стомах, дванадесетопръстник, черен дроб, бъбрек, плацента, матка, кожа, сърце, костен мозък и мастна тъкан имат добавъчна ендокринна активност.
Хормоните на ендокринните жлези регулират основните жизнени процеси в човешкия организъм: обмяната на веществата, растежа(соматотропин - преден дял на хипофизата), развитието, размножаването, влияят върху човешкото поведение - това е хоморалната регулация на организма, която заедно с нервната регулация играе важна роля в съвместната дейност и управление на жизнените процеси. Важно е да споменем, че хоморалната регулация е много по-бавна от нервната, но за сметка на това е по-трайна. 
Хипофизата контролира функцията на редица жлези с вътрешна секреция, като тя е под контрола на хипоталамуса, част от междинния мозък. 

## Жлези и хормони

### Централна нервна система

#### Хипоталамус
| Хормон                                                          | Съкратено          | Синтезиран от | Физиологичен ефект |
| --------------------------------------------------------------- | ------------------ | --- | --- |
| Тиреотропин-освобождаващ фактор (Пролактин-освобождаващ фактор) | TRH                | Паравентрикулярно ядро на хипоталамуса (Парвоклетъчни невросекреторни неврони)                                            | Стимулира Тироид-стимулиращия хормон (TSH) освобождаван от аденохипофизата Стимулира пролактина освобождаван от аденохиповизата                          |
| Допамин (Пролактин-потискащ фактор)                             | DA или PIH         | Допаминови неврони в дъговидното ядро                                                                                     | Инхибира пролактина освобождаван от аденохипофизата |
| Соматотропин-освобождаващ фактор                                | GHRH               | Невроендокринни клетки в дъговидното ядро                                                                                 | Стимулира освобождаването на соматотропин от аденохипофизата                                                                                             |
| Соматостатин (соматотропин-подискащ фактор)                     | SS, GHIH, или SRIF | Невроендокринни клетки в перивентрикулярното ядро                                                                         | Потиска освобождаването на соматотропин от аденохипофизата Потиска освобождаването на тироид-стимулиращ фактор (TSH) от адеохипофизата                   |
| Гонадотропин-освобождаващ фактор                                | GnRH или LHRH      | Невроендокринни клетки в преоптичната област                                                                              | Стимулира освобождаването на фоликулостимулиращ хормон (FSH) от аденохипофизата Стимулира освобождаването на лутеинизиращ хормон (LH) от аденохипофизата |
| Кортикотропин-освобождаващ фактор                               | CRH или CRF        | Парвоклетъчни невросекреторни неврони в паравентрикулярното ядро                                                          | Стимулира освобождаването на адренокортикотропен хормон (ACTH) от неврохипофизата                                                                        |
| Окситоцин                                                       | OT или OXT         | Магноклетъчни невросекреторни неврони от супраоптичното и паравентрикулярното ядро                                        | Контракции на матката Важен фактор при кърмене, въпреки че не влияе на производството - без него бебето може да не получи нужните вещества от кърмата.   |
| Вазопресин (антидиуретичен хормон)                              | ADH, AVP или VP    | Парвоклетъчни невросекреторни неврони, Магноклетъчни невросекреторни неврони от супраоптичното и паравентрикулярното ядро | Стимулира обратната резорбция на вода в извитото каналче(Хенлева примка) на нефроните.                                                                   |

#### Епифиза
| Хормон    | Секретиран от | физиологичен ефект |
| --------- | ------------- | --- |
| Мелатонин | Пинеалоцити   | Антиоксидант Регулира циркадния (денонощен) ритъм, предизвиква сънливост и понижава температурата на тялото. Активира се при тъмнина, |

#### Хипофиза

##### Аденохипофиза(преден лоб/дял на хипофизата)
| Хормон                                     | Съкратено | Секретиран от | физиологичен ефект |
| ------------------------------------------ | --------- | ------------- | --- |
| Соматотропин (хормон на растежа)           | GH        | Соматотрофи   | Стимулира растежа на тялото, клетъчното делене Стимулира освобождаването на инсулиноподобен растежен фактор 1 от черния дроб |
| Тиреотропин                                | TSH       | Тиреотрофи    | Стимулира синтеза и освобождаването на тироксин (T4) и трийодтиронин (T3) от щитовидната жлеза Стимулира абсорбцията на йод от щитовидната жлеза                                                                                  |
| Адренокортикотропен хормон (кортикотропин) | ACTH      | Кортикотрофи  | Стимулира синтеза и освобождаването на кортикостероиди (глюкокортикоиди и минералкортикоиди) и андрогени от кортекса на надбъбречните жлези                                                                                       |
| Бета-ендорфин                              | -         | Кортикотрофи  | Потиска възприятието на болка |
| Фоликулостимулиращ хормон                  | FSH       | Гонадотрофи   | Жени: Стмулира озряването на фоликулите в яйчника Мъже: Стимулира развитието на семенните каналчета Мъже: Стумулира сперматогенезата Мъже: стимулира продукцията на андроген-свързващ протеин от Сертолиевите клетки на тестисите |
| Лутеинизиращ хормон                        | LH        | Гонадотрофи   | Жени: Стимулира овулацията Жени: Стимулира формирането на corpus luteum Мъже: Стимулира синтезата на тестостерон от Лайдиговите (интерстициални) клетки на тестисите                                                              |
| Пролактин.                                 | PRL       | Лактотрофи    | Стимулира синтеза и секрецията на мляко (кърма) от млечните жлези Опосредствя получаването на оргазъм |

##### Неврохипофизазаден лоб на хипофизата
| Хормон                             | Съкращение      | Синтезиран от | Физиологичен ефект                                |
| ---------------------------------- | --------------- | --- | ------------------------------------------------- |
| Окситоцин                          | OT или OXT      | Магноклетъчни невросекреторни неврони от супраоптичното и паравентрикулярното ядро                                        | Контракции на матката Лактация                    |
| Вазопресин (антидиуретичен хормон) | ADH, AVP или VP | Парвоклетъчни невросекреторни неврони, Магноклетъчни невросекреторни неврони от супраоптичното и паравентрикулярното ядро | Стимулира обратната резорбция на вода в нефроните |

NB! Окситоцинът и вазопресинът се синтезират в хипоталамуса, а в неврохипофизата само се складират.

##### Междинен лоб на хипофизата (pars intermedia)
| Хормон                      | Съкращение | Секретиран от | Физиологичен ефект                                             |
| --------------------------- | ---------- | ------------- | -------------------------------------------------------------- |
| Меланоцит-стимулиращ хормон | MSH        | Меланотрофи   | Стимулира синтеза и освобождаването на меланин от меланоцитите |

### Щитовидна жлеза
| Хормон                     | Съкращение | Синтезиран от               | физиологичен ефект |
| -------------------------- | ---------- | --------------------------- | --- |
| Трийодтиронин              | T3         | Тироидни епителиални клетки | Повишава интензитета на обменните процеси, засилва консумацията на кислород Стимулира РНК полимераза I и II, предизвиквайки засилен синтез на протеини                                                   |
| Тироксин (татрайодтиронин) | T4         | Тироидни епителиални клетки | (Изпълнява полята на прекурсор на трийодтиронина) Повишава интензитета на обменните процеси, засилва консумацията на кислород Стимулира РНК полимераза I и II, предизвиквайки засилен синтез на протеини |
| Калцитонин                 |            | Парафоликулярни клетки      | Стимулира остеобластите и изграждането на костна тъкан Потиска освобождаването на Ca2+ от костите и редуцира нивото на Ca2+ в кръвта                                                                     |

### Храносмилателна система

#### Стомах
| Хормон        | Съкращение | Секретиран от | Физиологичен ефект |
| ------------- | ---------- | ------------- | --- |
| Гастрин       |            | G клетки      | Секреция на стомашна киселина от париеталните клетки |
| Грелин        |            | P/D1 клетки   | Стимулира апетита, секреция на соматотропин от аденохипофизата |
| Невропептид Y | NPY        |               | Увеличава приема на храна и намалява физическата активност |
| Соматостатин  |            | D клетки      | Потиска освобождаването на гастрин, холецистокинин (CCK), секретин, мотилин, вазоактивен чревен пептид (VIP), глюкозозависим инсулиноподобен полипептид (GIP), ентероглюкагон Понижава интензитета на стомашното изпразване Потиска гладко мускулните контракции и кръвния ток на червата |
| Хистамин      |            | ECL клетки    | Стимулира секрецията на стомашна киселина |
| Ендотелин     |            | X клетки      | Предизвиква контракции на гладката мускулатура на стомаха |

#### Дванадесетопръстник
| Хормон        | Секретиран от | Физиологичен ефект |
| ------------- | ------------- | --- |
| Секретин      | S клетки      | Секреция на хидрогенкарбонат (бикарбонат) от черния дроб, панкреаса и Брунеровите жлези на дванадесетопръсника Усилва ефекта на холецитокинина Спира продукцията на стомашен сок |
| Холицитокинин | I клетки      | Освобождаване на смилателни ензими от панкреаса Освобождаване на жлъчен сок от жлъчния мехур Потискане на глада                                                                  |

#### Черен дроб-екзокринна жлеза
| Хормон                                        | Съкращение | Секретиран от | Физиологичен ефект                                                                                 |
| --------------------------------------------- | ---------- | ------------- | -------------------------------------------------------------------------------------------------- |
| Инсулиноподобен растежен фактор (соматомедин) | IGF        | Хепатоцити    | Инсулиноподобен ефект Регулира растежа и развитието на клетките                                    |
| Ангиотензиноген и Ангиотензин                 |            | Хепатоцити    | Вазоконстрикция Освобождаване на алдостерон от кортекса на надбъбрека Предизвиква чувство на жажда |
| Тромбопоетин                                  |            | Хепатоцити    | Стимулира мегакариоцитите да продуцират тромбоцити                                                 |

#### Панкреас
| Хормон                   | Секретиран от                     | Физиологичен ефект |
| ------------------------ | --------------------------------- | --- |
| Инсулин                  | β клетки на лангерхансови острови | При прием на захари: гликогенеза и гликолиза в черния дроб и мускулите При прием на липиди: синтез на мазнини в адипоцитите Други анаболни ефекти |
| Глюкагон                 | α клетки на лангерхансови острови | Глюконеогенеза и гликогенолиза в черния дроб Повишава нивото на кръвната захар                                                                    |
| Соматостатин             | δ клетки на лангерхансови острови | Потиска освобождаването на инсулин Потиска освобождаването на глюкагон Потиска екзокринната функция на панкреаса                                  |
| Панкреатични полипептиди | PP клетки                         | Саморегулация на панкреатичната секреция и регулация на чернодробните нива на гликоген                                                            |

### Бъбрек
| Хормон                                  | Секретиран от                       | Физиологичен ефект |
| --------------------------------------- | ----------------------------------- | --- |
| Ренин                                   | Юкстагломерулни клетки              | Активира системата ренин-ангиотензинчрез продукцията на ангиотензин I от ангиотензиноген                                                         |
| Еритропоетин (EPO)                      | Екстраглумерулни мезангиални клетки | Стимулира производството на еритроцити |
| Калцитриол (1,25-дихидрокси витамин D3) |                                     | Активна форма на витамин D3 Увеличава абсорбцията на калций и фосфати от гастроентестиналния тракт и бъбреците Потиска секрецията на паратхормон |
| Тромбопоетин                            |                                     | Стимулира мегакариоцитите да продуцират тромбоцити                                                                                               |

### Надбъбречна жлеза

#### Кортекс/кора
| Хормон                                                       | Секретиран от                                 | Физиологичен ефект |
| ------------------------------------------------------------ | --------------------------------------------- | --- |
| Глюкокортикоиди (кортизол)                                   | Клетки от зона фасцикулата и зона ретикуларис | Стимулира глюконеогенезата Стимулира разграждането на мазнини в адипозната тъкан Потиска протеиновия синтез Потиска приемането на глюкоза от мускулите и мастната тъкан Потиска имунният отговор (имуносупресор) Потиска процеса на възпаление              |
| Минералкортикоиди (алдостерон)                               | Клетки от зона глумерулоза                    | Стимулира активанта обратна абсорбция на натрий в бъбреците Стимулира пасивната обатна абсорбция на вода в бъбреците, увеличавайки кръвния обем и кръвното налягане Стимулира секрецията на калий и H+ в нефроните и нататъшното им изхвърляне от организма |
| Андрогени (в това число дехидроепиандростерон и тестостерон) | Клетки от зона фасцикулата и зона ретикуларис | При мъже: относително слаб ефект в сравнение с андрогените от тестисите При жени: маскулинизиране |

#### Медула/сърцевина
| Хормон                      | Секретиран от     | Физиологиен ефект |
| --------------------------- | ----------------- | --- |
| Адреналин (Епинефрин)       | Хромафинни клетки | Като антистресов хормон - Повишава доставката на кислород и глюкоза към мозъка и мускулите (чрез повишаване на сърдечната честота и сърдечния обем, вазодилатация, увеличено разграждане на гликоген в черния дроб, разграждане на мазнини в мастните клетки) - Разширение на зениците - Потиска не-неотложните процеси (напр. храносмилане) - Потиска имунната система |
| Норадреналин (Норепинефрин) | Хромафинни клетки | Като антистресов хормон - Повишава доставката на кислород и глюкоза към мозъка и мускулите (чрез повишаване на сърдечната честота и сърдечния обем, вазодилатация, увеличено разграждане на гликоген в черния дроб, разграждане на мазнини в мастните клетки) |
| Допамин                     | Хромафинни клетки | Повишава сърдечната честота и кръвното налягане |
| Енкефалин                   | Хромафинни клетки | Регулира усещането за болка |

### Полова система

#### Тестиси
| Хормнон                          | Секретиран от     | Физиологичн ефект |
| -------------------------------- | ----------------- | --- |
| Андрогени (предимно тестостерон) | Лайдигови клетки  | Анаболни: Растеж на мускулната маса и увеличаване на физическата мощ, увеличаване на костната плътност Полови: съзряване на половите органи, формиране на скротум, мутиране на гласа, окосмение от мъжки тип. |
| Естрадиол                        | Сертолиеви клетки | Предпазва герминативните клетки от апоптоза |
| Инхибин                          | Сертолиеви клетки | Потиска производството на фоликулостимулиращ хормон |

#### Фоликул/Жълто тяло(Corpus luteum)
| Хормон                       | Секретиран от                    | Физиологичен ефект |
| ---------------------------- | -------------------------------- | --- |
| Прогестерон                  | Гранулозни клетки, Theca interna | Хормон на бременността: - Насочва ендометриума към секреторно състояние - Сгъстява цервикалния мукус и прави матката недостъпна за сперматозоиди - Инхибира имунния отговор и предпазва хемиалогенния ембрион - Потиска контракциите на маточната гладка мускулатура - Потиска лактацията - Възпрепятства инициацията на раждането. Други: - Увеличава нивата на епидермален растежен фактор (EGF) - Повишава телесната температура при овулация - Редуцира спазмите и релаксира гладката мускулатура (разширява бронхите и регулира мукуса) Противовъзпалителни: - Потиска активността на жлъчния мехур - Нормализира кръвосъсирването и съдовия тонус, нивата на цинк и мед, нивата на кислород в клетките и употребата на мазнини като енергиен източник - Подпомага функцията на щитовидната жлеза и растежа на костите - Повишава еластичността и устойчивостта на костите, зъбите, венците, ставите, сухожилията, лигаментите и кожата - Подпомага зарастването чрез регулация на колагена - Подпомага нервната функция и регенерирането чрез регулиране на миелина - Предпазва от карцином на ендометриума като регулира ефектът на естрогена                                  |
| Андростендион                | Theca interna                    | Прекурсор на естрогена |
| Естрогени (главно Естрадиол) | Гранулозни клетки                | Структурни: - Подпомага формирането на женски вторични полови белези - Ускорява растежа на височина - Ускорява метаболизма (изгарянето на мазнини) - Редуцира мускулната маса - Стимулира растежа на ендометруима - Стимулира растежа на матката - Поддържа съдовете и кожата - Редуцира костната резорбция, увеличава костното формиране Протеинов синтез: - Увеличава чернодробния синтез на свързващи протеини Коагулация: - Увеличава нивата на циркулиращите фактори на съсирването фактор II, фактор VII, фактор IX, фактор X, антитромбин III, плазминоген - Увеличава тромбоцитната адхезивност - Увеличава нивата на HDL, триглицеридите - Намалява нивата на LDL, отлагането на мазнини Хомеостаза: - Регулира водно-солевия баланс - Увеличава соматотропина - Увеличава кортизола, SHBG Храносмилателен тракт - Намалява перисталтиката - Увеличава холестеролав жлъчния сок Меланин: - Увеличава феомеланин, намалява еумаланин Карцином: - Подпомага хормон-чувствителния рак на гърдата (Потискането на естрогеновия синтез е от тялото е метод за лечение на това заболяване) Белодробна функция: - Подпомага функцията на белия дроб, чрез поддръжката на алвеолите. |
| Инхибин                      | Гранулозни клетки                | Потиска продукцията на фоликулостимулиращ хормон от аденохипофизата |

#### Плацента(по време набременност)
| Хормон                       | Съкращение | Секретиран от       | Физиологичен ефект |
| ---------------------------- | ---------- | ------------------- | --- |
| Прогестерон                  |            |                     | Подпомага бременността: - Потиска имунния отговор, предпазвайки фетуса. - Занижава контракциите на маточната гладка мускулатура - Потиска лактацията - Възпрепятства инициацията на раждането - Подпомага феталната продукция надбъбречни минерал- и глюкокортикоиди Ефекти върху майката подобни на тези предизвиквани от фоликулния прогестерон |
| Естрогени (предимно Естриол) |            |                     | Ефекти върху майката подобни на тези предизвиквани от фоликулния естроген |
| Хорион гонадотропин          | HCG        | Синцитиотрофобласт  | Подпомага поддръжката на corpus luteum в началото на бременността Потиска имунния отговор, предпазвайки ембриона. |
| Плацентен лактоген           | HPL        | Синцитиотрофобласт  | Повишава продукцията на инсулин и инсулиноподобен растежен фактор-1 Повишава инсулиновата резистентност и въглехидратната непоносимост |
| Инхибин                      |            | Фетални трофобласти | Потиска фоликулостимулиращия хормон |

#### Матка(по време набременността)
| Хормон    | Съкращение | Секретиран от     | Физиологичен ефект                     |
| --------- | ---------- | ----------------- | -------------------------------------- |
| Пролактин | PRL        | Децидуални клетки | Производство на мляко в млечните жлези |
| Релаксин  |            | Децидуални клетки | Неизяснен                              |

### Калциева регулация

#### Околощитовидни жлези
| Хормон                            | Съкращение | Секретиран от       | Физиологичен ефект |
| --------------------------------- | ---------- | ------------------- | --- |
| Паратироиден хормон (Паратхормон) | PTH        | Паратироидни клетки | Калций: - Стимулира освобождаването на Ca2+ от костите, поради което, повишава кръвните нива на Ca2+ - Стимулира остеокластите, разгражда костите - Стимулира реабсорбцията на Ca2+ в бъбреците - Стимулира продукцията на активен витамин D в бъбреците Фосфати: - Стимулира освобождаването на PO4 от костите, поради което, повишава кръвните нива на PO4. - Стимулира реабсорбцията на PO4 в бъбреците - Като цяло води до малък спад в серумните нива на PO4. |

#### Кожа
| Хормон                             | Съкращение | Секретиран от                 | Физиологичен ефект |
| ---------------------------------- | ---------- | ----------------------------- | ------------------ |
| Калцидиол (25-хидрокси витамин D3) |            | Неактивна форма на витамин D3 |                    |

### Други органи с ендокринна активност

#### Сърце
| Хормон                           | Съкращение | Секретиран от        | Физиологичен ефект |
| -------------------------------- | ---------- | -------------------- | --- |
| Предсърден натрийуретичен пептид | ANP        | Миоендокринни клетки | Понижава кръвното налягане: Намалява съдовото съпротивление, Увеличава диурезата, Повишава екскрецията на натрий и кръвни липиди                            |
| Мозъчен натрийуретичен пептид    | BNP        | Миоендокринни клетки | (В по-малка степен от ANP) Понижава кръвното налягане: Намалява съдовото съпротивление, Увеличава диурезата, Повишава екскрецията на натрий и кръвни липиди |

#### Костен мозък
| Хормон       | Съкращение | Секретиран от | Физиологичен ефект                                 |
| ------------ | ---------- | ------------- | -------------------------------------------------- |
| Тромбопоетин |            |               | Стимулира мегакариоцитите да продуцират тромбоцити |

#### Мастна тъкан
| Хормон                      | Съкращение | Секретиран от | Физиологичен ефект                      |
| --------------------------- | ---------- | ------------- | --------------------------------------- |
| Лептин                      |            | Адипоцити     | Потиска апетита и ускорява метаболизма. |
| Естрогени (предимно Естрон) |            | Адипоцити     |                                         |

## Основни оси на ендокринната регулация
В човешката ендокринна система се срещат няколко „подсистеми“ функциониращи на принципа на обратната връзка. Главни координатори и диригенти на тези системи са хипоталамуса и хипофизата.
- Система Хипоталамус-хипофиза-щитовидна жлеза – Тиреотропин-освобождаващ фактор (TRH) – Тиреотропин (TSH) – Трийодтиронин/Тироксин (T3/T4)
- Система Хипоталамус-хипофиза-полови жлези – Гонадотропин-освобождаващ фактор (GnRH) – Лутеинизиращ хормон/Фоликулостимулиращ хормон (LH/FSH) - Полови хормони
- Система Хипоталамус-хипофиза-надбъбречни жлези – Кортикотропин-освобождаващ фактор (CRH) – Адренокортикотропен хормон ACTH – Кортизол
- Система Ренин-ангиотензин – Ренин – Ангиотензин – Алдостерон

## Ендокринни заболявания
Някои от на-често срещаните заболявания при човека са ендокринологичните като диабет, Базедова болест и затлъстяване.
Ендокринните заболявания се характеризират със загуба на регулацията на освобождавания хормон (например при продуктивен хипофизен аденом), неправилен отговор при сигнализиране от страна на мишената (хипотироидизъм), липса или унищожение на жлезата (диабет тип I, намалена еритропоеза при бъбречна недостатъчност) или структурно увеличение (токсичен тироиден аденом). Хипофункция на жлезата се появява при загуба на хормоналния резерв, хипосекреция, агенеза (необразувана по време на ембрионалния период жлеза), атрофия или активно разрушаване на жлезата (редица ендокринни заболявания имат автоимунен произход). Хиперфункция се наблюдава като резултат на увеличена секреция, липса на супресия, хиперпластично или неопластично преонразувание или хиперстимулация.
Ендокринопатиите се класифицират като първични, вторични и третични. При първично ендокринно заболяване е засегната жлеза от крайния компонент по оста за регулация. Вторично заболяване има при смутена функция на хипофизната жлеза (междинния компонент по оста). Третично заболяване има при нарушения във функцията на хипоталамуса и неговите освобождаващи хормони.

## Други видове сигнализация
Ендокринното сигнализиране е основния способ за контрол и поддръжка на организмовата хомеостазата. Съществуват и други начини за комуникация и клетъчна сигнализация като автокринна, паракринна и невроендокринна сигнализация. Строго погледнато обаче сигнализацията между невроните е изцяло обект на неврофизиологията, а не на ендокринологията.

### Автокринна сигнализация
Автокринна сигнализация е форма на сигнализация, при която клетката секретира хормон или друго биологично активно вещество (наречено автокринен агент), което се свързва за автокринни рецептори на същата клетка като предизвиква метаболитни или експресионнипромени в нея.

### Паракринна сигнализация
Паракринната сигнализация е тази сигнализация, при която таргетната клетка е разположена близо до клетката източник на сигнала.

### Юкстакринна сигнализация
Юкстакринната сигнализация е форма на междуклетъчна комуникация, която се опосредсва чрез олигозахариди, липиди или протеини, компоненти на клетъчната мембрана и мишена може да бъде както клетката източник на сигнала така и непосредствено разположена до нея. За разлика от другите форми на междуклетъчна сигнализация юкстакринната изисква наличието на физически контакт между комуникиращите клетки.